# Sjælen i ægyptisk mytologi
Ifølge de gamle ægyptere har menneskets sjæl fem dele: Ren, Ba, Ka, Sheut, Ib. Dertil er der kroppen (Ha).

## Ib
Ib, hjertet, er menneskets vigtigste del. For ægypterne var det i menneskets hjerte at følelser, tanker og vilje kom fra. Når hjertet trættes, dør mennesket. Man mente, at efter døden vidnede hjertet om ejerens gerninger. Hjertet blev lagt i en vægt af guden Anubis under en ceremoni kaldet hjertevejningen, hvor det blev vejet op mod guden Maats fjer. Var hjertet tungere end fjeren, fortjente ejeren ikke et liv efter døden. Hjertet blev derefter kastet hen til hundæmonen Ammut, som fortærede det.

## Sheut
Sheut, skygge. En person kaster altid en skygge og derfor antog ægypterne, at skyggen indeholdt noget af personen. Skyggen repræsenteres i ægyptisk kunst som en lille sort menneskefigur.

## Ren
Ren, navn. Som i andre tidligere religioner anså ægypterne en persons navn for at tage del i en persons kraft. Derfor gjorde man store anstrengelser for at beskytte navnet, blandt andet ved at skrive det i mange tekster.

## Ba
Ba svarer kun omtrent til det, man kalder for sjæl. Ba svarer måske mere til personligheden – det, som gør en person unik. Af samme grund kan livløse objekter have Ba. Ba overlever døden og portrætteres ofte som en menneskehovedet falk, der forlader den afdødes krop om natten for at forene sig med Ka. Ba er afhængig af den dødes krop og kan ikke derfor overleve uden den balsamerede krop.

## Ka
Hvad Ka præcist står for, er der stor diskussion blandt ægyptologer om. Almindeligvis går Ka for at være en persons dobbeltgænger, der skabes samtidigt med personen. Man mente, at Ka skabes af guden Khnum på en drejeskive. Ka befinder sig i den fysiske verden og følger personen. Ka er udødelig, men har brug for mad og drikke, som den ikke indtager fysisk, men trækker energi fra.
Når personen dør, vender Ka tilbage til sin guddommelige oprindelse, men er altid i nærheden af den dødes krop. Den dødes Ba drager ud for at forene sig med Ka – for ægypterne var det at dø det samme som at ’gå til sin Ka’.

## Sjælen i det ægyptiske efterliv.
Fra omkring 2400 f.Kr. udvikler ægypterne en frelselære, der baserer sig på myten om Osiris. Ligesom Osiris’ krop blev genskabt til at holde i al evighed, udførte man et ritual – balsamering – til at sikre den afdødes krop mod fordærv. Derefter skulle den afdøde ligesom Osiris genvækkes. Man udførte et ritual, "åbning af munden", som blev udført på den afdødes mumie, en statue af den afdøde eller på en statue af en gud. Her blev den afdødes mund rituelt åbnet,så det var i stand til ånde og indtage den føde, der nu dagligt kunne ofres ved den dødes grav. Ved samme ritual forestillede man, at afdødes Ba forlod kroppen gennem munden og forenede sig med personens Ka, hvorefter den blev til en Akh, en forklaret sjæl.
Den afdøde rejser nu med båd i underverdenen til Osiris for at blive dømt til et evigt liv eller en ny død (se ovenfor). På denne rejse får den afdøde og tekster (dødebøger) med som hjælp. Får den afdøde et evigt liv, er den døde at forstå som identisk med Osiris – og hans grav svarer til den underverden, som Osiris lever i. Når solen går ned, går den op i underverdenen, hvor den opvækker den sovende Osiris, som så lever en ny dag, indtil solen går ned (og altså op i vores verden). Tilsvarende kommer Ba tilbage til den afdødes mumie, når solen går ned, for at den døde kan ’vågne op igen’ i de dødes rige. Når solen går ned i underverdenen, forlader Ba mumien. For at Ba kan finde den rette krop at komme tilbage til, males den dødes kendetegn på kisten, hvor mumien er bevaret. Er der af den ene eller anden grund ingen mumie, må der være en statue i stedet, som bærer den afdødes karakteristika.